# Bitka pri Setauketu
Bitka pri Setauketu (22. avgust 1777) je bil neuspešen napad med ameriško revolucionarno vojno na utrjeno lojalistično postojanko v Setauketu, Long Island, New York, s strani sil kontinentalne vojske iz Connecticuta pod poveljstvom brigadnega generala Samuela Holdena Parsonsa.
V poskusu ponovitve uspeha prejšnjega Meigsovega napada proti Sag Harborju je Parsonsova sila prečkala Long Island Sound, da bi napadla lojalistični položaj. Opozorjen s strani vohunov na načrtovani napad, je podpolkovnik Richard Hewlett močno utrdil lokalno prezbiterijansko cerkev, jo obkrožil z palisado in zemeljskimi deli. Potem, ko je Hewlett zavrnil Parsonsovo zahtevo po predaji, je sledil kratek strelski obračun, ki ni povzročil pomembne škode. Parsons se je umaknil in se vrnil v Connecticut.

## Ozadje
Leta 1776 so Britanci imeli precejšen uspeh v ameriški revolucionarni vojni. Potem ko so bili prisiljeni zapustiti Boston, so zavzeli New York City, vendar niso mogli obdržati New Jerseyja, ko jih je general George Washington presenetil pri Trentonu in Princetonu. Britanci so utrdili svoj nadzor nad New York Cityjem in Long Islandom v zimskih mesecih zgodnjega leta 1777, medtem ko je kontinentalna vojska vzpostavila kopensko blokado okoli mesta v New Jerseyju, južnem New Yorku in jugozahodnem Connecticutu.
Spomladi 1777 je generalpodpolkovnik William Howe sprožil napadalne ekspedicije proti skladiščem kontinentalne vojske in lokalne milice blizu mesta. Uspešen napad proti Peekskillu v New Yorku marca ga je spodbudil, da je organiziral ambicioznejšo ekspedicijo za napad na skladišče v Danburyju v Connecticutu. Ta ekspedicija, ki jo je vodil William Tryon, nekdanji kraljevi guverner New Yorka, je uspešno dosegla Danbury iz pristanišča v Westportu v Connecticutu 26. aprila in uničila zaloge in oskrbo. Milica Connecticuta se je mobilizirala in v naslednjih dveh dneh se je spopadala z Britanci, ko so se vračali na svoje ladje, najbolj opazno 27. aprila pri Ridgefieldu. General Samuel Holden Parsons, ki je vodil obrambo Connecticuta, se je odločil organizirati povračilni ukrep.
Napad, ki ga je z velikim uspehom izvedel polkovnik Return Jonathan Meigs proti Sag Harborju na vzhodnem Long Islandu, je Parsonsa spodbudil k razmisleku o nadaljnjih takšnih akcijah proti drugim lojalističnim položajem na otoku. 16. avgusta je Parsons, čigar brigada je bila nameščena v Peekskillu v New Yorku, prejel ukaze od generalmajorja Israela Putnama, ki so dovoljevali ekspedicijo proti lojalističnim ciljem na Long Islandu. Parsons je takoj ukazal polkovniku Samuelu Blachleyju Webbu, naj zbere svoj polk, ki je štel okoli 500 mož, in odkoraka v Fairfield v Connecticutu. Parsons je sledil in prispel v Fairfield 21. avgusta.
Lojalisti, ki jih je podpolkovnik Richard Hewlett rekrutiral iz okrožja Queens v New Yorku za 3. bataljon DeLanceyjeve brigade, so v začetku avgusta vzpostavili utrjen položaj na osrednji severni obali Long Islanda v Setauketu, tik čez Long Island Sound od Fairfielda.193</ref> Hewlettova sila je prevzela mestno prezbiterijansko cerkev in pokopališče Setauket, ki so ju utrdili. Ko so vohuni Hewlettu sporočili, da Parsons zbira čete v Fairfield-u, je svojo silo usmeril v izboljšanje obrambe, zgradil je prsobran, visok šest čevljev (približno 2 metra), na razdalji 30 čevljev (9,1 m) okoli zbirališča. Na te utrdbe je namestil štiri majhne vrtljive topove.

## Bitka
V noči na 21. avgust sta Parsons in Webb odplula čez Long Island Sound v kitolovkah, s seboj sta vzela nekaj majhnih medeninastih topov. Zgodaj naslednje jutro sta pristala pri Crane's Neck (v današnjem Old Fieldu, zahodno od Setauketa) in se odpravila proti Setauketu. Ko sta ugotovila, da so lojalisti močno utrjeni, je Parsons najprej poslal zastavo premirja, da bi zahteval njihovo predajo. Hewlett je zahtevo zavrnil in obe sili sta začeli triurno izmenjavo streljanja. Nobena stran ni utrpela pomembnih žrtev (polkovnik Webb je poročal o enem ranjenem moškem), majhni ameriški topovi pa niso pustili vtisa na utrdbe. Ker ga je skrbelo, da bi oborožene britanske ladje v Soundu slišale bitko in prišle raziskovat, je Parsons prekinil napad in se umaknil, s seboj je vzel ducat ujetih konj in nekaj odej.

## Posledice
Napadalci so uspešno prečkali Sound in Parsons je Webbov polk dodelil patruljiranju obale Connecticuta. Decembra 1777 so bili Parsons, Webb in Meigs vpleteni v bolj dodelan poskus zavzetja britanskih vojaških zalog v Setauketu. Ta je propadel, ker je nemirno morje preprečile Meigsu prehod, Webbov čoln pa je zajela britanska ladja.
Podpolkovnik Hewlett je bil ugodno omenjen v splošnih ukazih za obrambo položaja, čeprav je bil ta opuščen nekaj mesecev kasneje. Čeprav Setauket nikoli več ni bil tarča večje ekspedicije, je bil pogosto tarča manjših napadov. Bil je tudi pomembna točka za obveščevalne podatke, ki so prišli od ameriških vohunov v New Yorku do Washingtonovega vodje vohunov, Benjamina Tallmadgeja. Tallmadge, rojen v Setauketu, je vodil tisto, kar se je kasneje imenovalo Culperjev obroč, v katerem so imeli pomembno vlogo številni prebivalci Setauketa.
Patriotski begunec z Long Islanda, Zachariah Greene, je bil član Parsonsove ekspedicije in je kasneje služil kot duhovnik prezbiterijanske kongregacije Setauket. Nova stavba je bila na tem mestu postavljena leta 1812.

## Upodobitev
Fiktivna upodobitev bitke se pojavi v finalu 1. sezone serije Turn: Washington's Spies. V tej upodobitvi je major Benjamin Tallmadge vodil kontinentalne sile proti britanski garniziji, ki jo je vodil major Edmund Hewlett.